# Burdinne

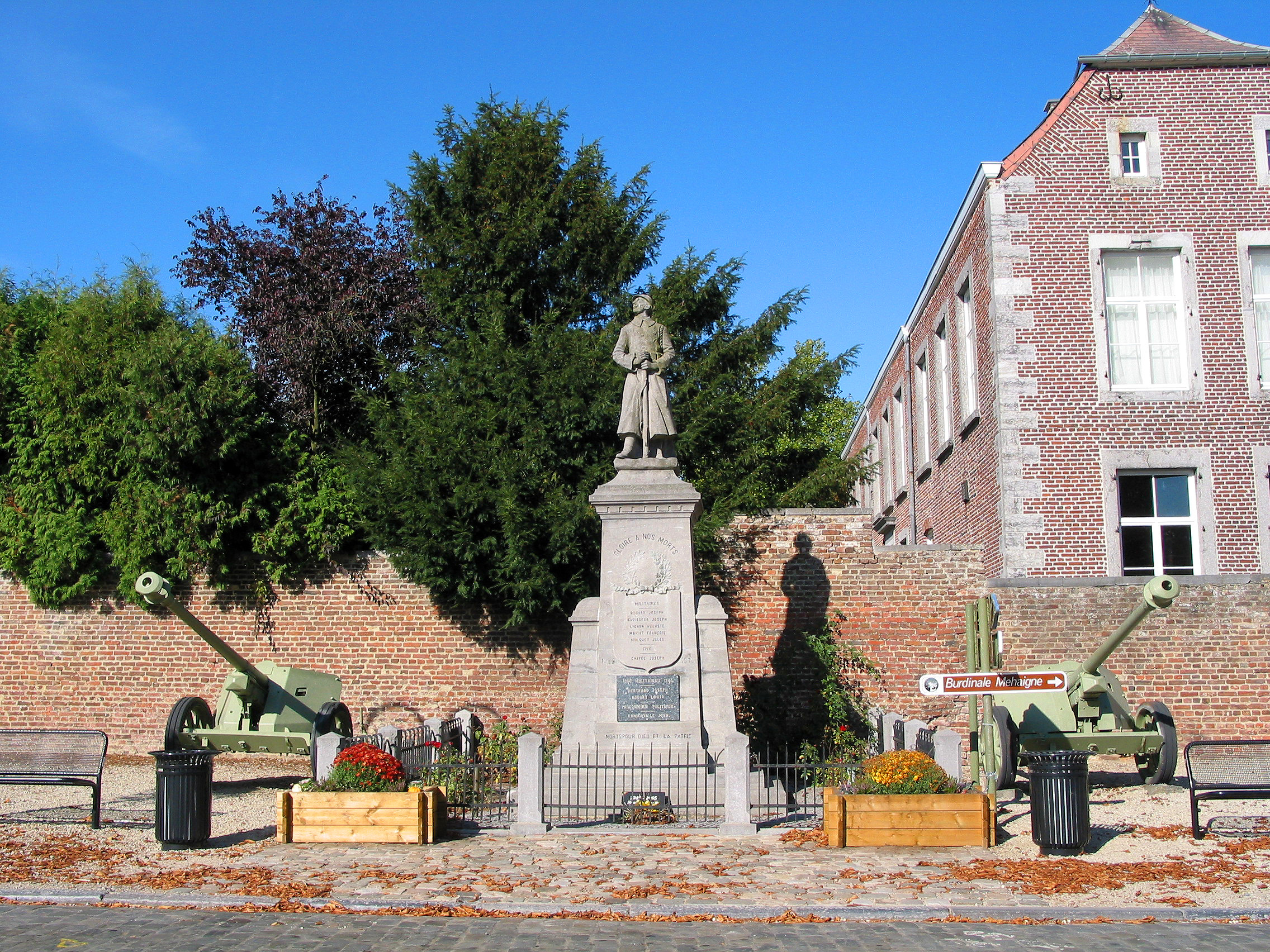
Burdinne, đài tưởng niệm chiến tranh.

Burdinnelà một đô thị ở tỉnh Liège. Tại thời điểm ngày 1 tháng 1 năm 2006 Burdinne có dân số 2.824 người. Tổng diện tích là 32.57 km² với mật độ dân số là 87 người trên mỗi km².